# Orta
Orta (wł. Lago d’Orta lub Lago Cusio) – jezioro polodowcowe we Włoszech.

## Ogólne informacje o jeziorze

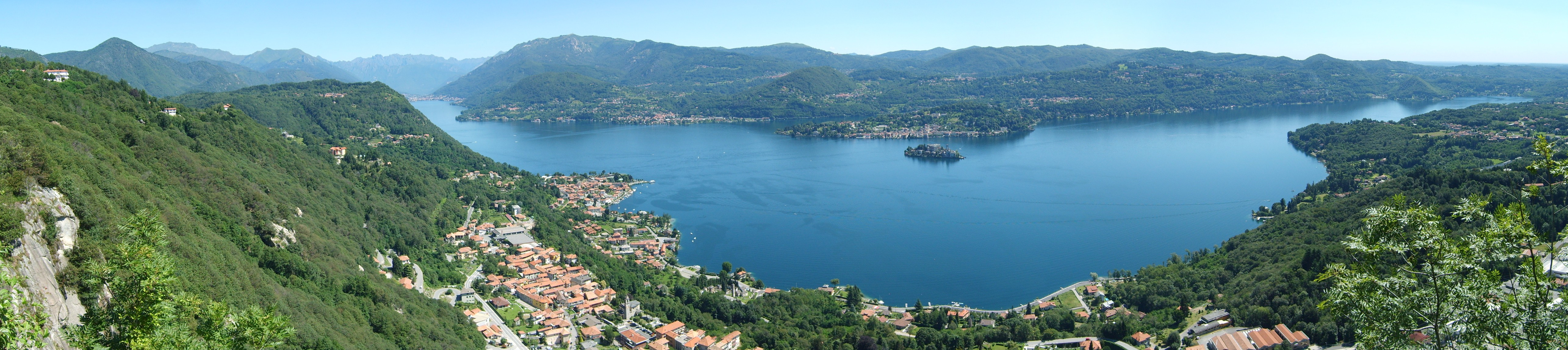
Panorama jeziora

Leży w Piemoncie, na granicy prowincji Novara i Verbano-Cusio-Ossola. Od jeziora Maggiore na wschodzie oddziela je góra Mottarone.
Ma około 1,2 km  szerokości i 13 km długości. Powierzchnia to 18 km², a maksymalna głębokość wynosi 143 m.
W 1893 r. nad jeziorem odbyły się pierwsze mistrzostwa Europy w wioślarstwie.